# Ramón Pastor Llorens
Ramón Pastor Llorens va ser un militar espanyol que va intervenir en la Guerra civil.

## Biografia
Va ser un militar procedent de milícies, aconseguint el rang de major de milícies. Destinat en el front de Guadalajara, al desembre de 1937 va assumir breument el comandament de la 136a Brigada Mixta, i al febrer de 1938 va ser nomenat comandant de la 138a Brigada Mixta, també per breu temps. Des de començaments d'abril 1938 va passar a manar la 44a Divisió, unitat amb la qual va intervenir en la batalla de l'Ebre i en la Campanya de Catalunya.